# Zoophthorus lapponicus
Zoophthorus lapponicus là một loài tò vò trong họ Ichneumonidae.